# Sepp Weiß
Josef Weiß detto Sepp (13 marzo 1952) è un ex calciatore tedesco, di ruolo centrocampista.

## Palmarès

### Club
- Coppa dei Campioni: 1

Bayern Monaco: 1974-1975
- Coppa Intercontinentale: 1

Bayern Monaco: 1976